# 切爾蒂日 (利維夫州)
49°10′31″N 24°14′26″E / 49.17528°N 24.24056°E
切爾蒂日（羅馬化：Chertizh）是烏克蘭西部的村莊，隸屬利維夫州的斯特雷區。該村處於柳京卡河畔，面積1.94平方公里，海拔高度296米，2001年人口638。